# Josephine, Texas
Josephine là một thành phố thuộc quận Collin, tiểu bang Texas, Hoa Kỳ. Năm 2010, dân số của xã này là 812 người.

## Dân số
- Dân số năm 2000: 594 người.
- Dân số năm 2010: 812 người.